# Finnster
Jude (Birmingham, 21 de abril de 2000), conhecido profissionalmente como F1NN5TER, é um influenciador inglês conhecido por cross-dressing. Streamer do Twitch, TikToker e YouTuber, ele começou a se travestir como uma campanha na qual ele se vestiria como sua persona de e-girl Rose por um mês se recebesse uma certa quantia de dinheiro em doações. Começou em cerca de US$100 em 2020, mas aumentou gradualmente para vários milhares de dólares ao longo do tempo após cada meta de doação atingida. Ele ganhou mais atenção em 2023, quando a Twitch o baniu temporariamente por supostamente violar uma política geralmente aplicada apenas a mulheres. Em 2023, ele doou US$50 000 para a empresa de assistência médica transgênero GenderGP, junto com um amigo. Em março de 2024, ele se assumiu como gênero fluido e compartilhou que havia começado a terapia hormonal feminilizante, dizendo que por meio de cross-dressing "descobri uma parte de mim que eu estava propositalmente desligando".

## Carreira destreaming
F1NN5TER faz live streams de videogames no YouTube e no Twitch. Ele às vezes fazia cross-dressing como uma persona de e-girl chamada Rose, e em 2020 começou uma campanha chamada "Girl Week" (em português, "Semana de Garota"; eventualmente "Girl Month", significando "Mês de Garota"), na qual ele se vestiria como uma garota por um mês se recebesse uma certa quantia (geralmente entre US$5000 e US$30000) em doações. F1NN5TER deixou o cabelo crescer e ganhou popularidade no TikTok em clipes onde sua estética de e-girl incluía cílios postiços longos e meias altas adornadas com laços. A campanha "Mês de Garota" resultou em anos de cross-dressing e terminou oficialmente em 2023, com ele explicando que não parece mais "se vestir como uma garota", mas apenas se vestir como si mesmo.(28:40)
Na 2ª temporada do Campeonato MC, um torneio de Minecraft, F1NN5TER estava no time vencedor nos eventos 16 (em agosto de 2021) e 23 (em julho de 2022).
Em 7 de fevereiro de 2023, F1NN5TER foi suspenso da Twitch por três dias. Embora Twitch não tenha fornecido uma razão publicamente, F1NN5TER disse que eles disseram privadamente que a proibição era pelo "toque prolongado em seios femininos". F1NN5TER, que na época se identificava como um homem cisgênero e um femboy, disse que estava ajustando seu sutiã e opinou que "como homem, tocar seu peito agora pode ser banido dependendo de quão feminino Twitch te determina :)". De acordo com a GameRevolution, as regras da Twitch para roupas há muito tempo foram criticadas por serem vagas, e a plataforma também tem uma categoria "Piscinas, banheiras de hidromassagem e praias". Issy van der Velde, do TheGamer, criticou Twitch por "decidir o gênero de um streamer por ele" e levantou a questão inversa de se uma mulher com apresentação masculina estaria isenta da política que F1NN5TER violava, expressando também preocupações sobre como a regra seria aplicada a homens trans. O caso foi posteriormente citado por Charlie Ferguson na University of Pennsylvania Law Review como um exemplo de como "as roupas podem comunicar uma mensagem sobre gênero, independentemente de quem as vestem ter a intenção de compartilhar essa mensagem".

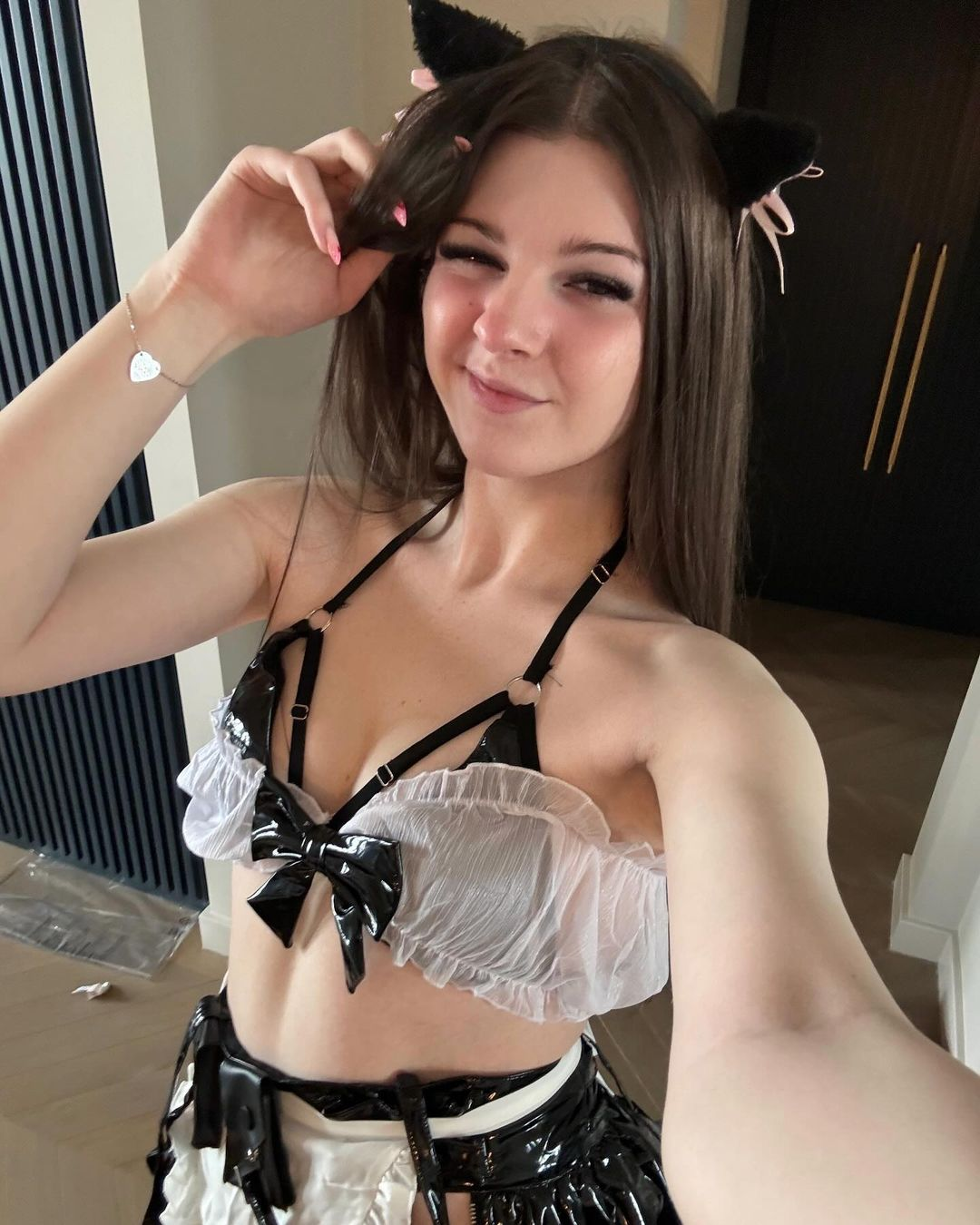
Uma selfie postada por F1NN5TER em março de 2024 para ilustrar os efeitos da terapia hormonal

Na mesma semana, F1NN5TER foi citado em The Mary Sue [en] por sua resposta às críticas de PragerU sobre homens vestindo roupas femininas: "Mas e se fosse muito divertido".
F1NN5TER anunciou em dezembro de 2022 a intenção de doar para uma organização e, em maio de 2023, escolheu a GenderGP [en], a única provedora privada de assistência médica para jovens transgêneros no Reino Unido. Ele doou US$50000 junto com seu amigo e espectador (Tenmuses), o que Watermark comparou à arrecadação de fundos de Hbomberguy para Mermaids [en] em 2019. (14:47)
Em 1 de março de 2024, F1NN5TER publicou um vídeo no YouTube intitulado "Coming Out", no qual ele explicou que havia começado a fazer cross-dressing "para um 'meme'", mas que isto atraiu mais espectadores trans, e que por meio deles ele aprendeu mais sobre a comunidade transgênera. Ele disse que, ao explorar seu gênero, "parecia um pouco como se eu tivesse descoberto uma parte de mim que eu vinha propositalmente reprimindo desde que me lembro, e nunca questionei o porquê". Ele disse que estava fazendo terapia hormonal feminilizante e se considerava gênero fluido, expressando receptividade a todos os pronomes, mas pessoalmente preferindo ele/dele. F1NN5TER acrescentou que é bissexual e encerrou o vídeo com breves conversas com seus pais, que expressaram seu apoio. Além disso, Belle Delphine gravou conteúdo com Finnster para a plataforma do OnlyFans.